# 南湖路駅
南湖路駅（なんころえき）は、中華人民共和国湖南省長沙市天心区・雨花区にある1号線の駅である。

## 駅構造
- 島式ホーム1面

## 駅周辺
- 愛爾眼科医院
- 鑫遠融城商業広場[1]
- 中信城市広場